# Grand Theft Auto: The Trilogy – The Definitive Edition
Grand Theft Auto: The Trilogy – The Definitive Edition ist eine im November 2021 veröffentlichte Kompilation aus drei Action-Adventure-Spielen der Grand-Theft-Auto-Reihe: Grand Theft Auto III (2001), Grand Theft Auto: Vice City (2002) und Grand Theft Auto: San Andreas (2004). Die Zusammenstellung erschien für Windows, Nintendo Switch, PlayStation 4, PlayStation 5, Xbox One und Xbox Series. Ende 2023 wurden die Spiele auch auf iOS & Android veröffentlicht.

## Veröffentlichung
Im Vorfeld der Veröffentlichung ging Rockstar Games aggressiv mittels DMCA-Klagen gegen Fan-Projekte vor, die ebenfalls Portierungen auf andere Plattformen oder grafische Anpassungen an den Originaltiteln vorgenommen hatten. Zudem wurden alle Fassungen der ursprünglichen Versionen bei digitalen Distributoren entfernt.
Die Remaster-Kompilation wurde vom US-amerikanischen Spieleentwickler Grove Street Games entwickelt und von Rockstar Games veröffentlicht. Alle drei Spiele erfuhren, im Vergleich zu ihren Originalen, eine Überarbeitung in Spielmechanik und Grafik. Die Zusammenstellung erschien am 11. November 2021 für Microsoft Windows, Nintendo Switch, PlayStation 4, PlayStation 5, Xbox One und Xbox Series und sollte in der ersten Hälfte des Jahres 2022 für Android und iOS erscheinen.
Kurz nach Veröffentlichung wurde die Kollektion wieder aus dem Verkauf genommen und mittels digitaler Rechteverwaltung der Zugang zu bereits gekauften Exemplaren gesperrt. Rockstar Games begründete diese Maßnahme mit versehentlich enthaltenen Dateien, die nicht zur Veröffentlichung bestimmt waren. Kurz darauf wurde über einen Leak des gesamten Quellcodes der drei Switch-Portierungen berichtet. Nachdem die Spiele am 15. November wieder zum Kauf und Download zur Verfügung gestanden waren, entschuldigte sich der Publisher öffentlich und versprach Updates, welche vielfach kritisierte Fehler beheben sollen. Die aktive Modding-Szene veröffentlichte umgehend diverse inoffizielle Verbesserungen und Fehlerbehebungen. Am 20. November stand ein erstes offizielles Update zur Behebung diverser Fehler bereit, weitere folgten. Mitte Mai 2022 wurde bekannt, dass die mobilen Versionen später als geplant erscheinen. Seit 14. Dezember 2023 sind die Spiele auch auf iOS & Android verfügbar, sowohl regulär als kostenpflichtiger Download als auch – für Nutzer mit aktivem Abonnement – über Netflix’ Spielebibliothek. Ab Dezember 2024 ist jedoch nur noch GTA: San Andreas über Netflix spielbar.

## Änderungen

### Inhalt
Die Missionen „Schmutzige Methoden“ und „Chaos-City“, die 2002 aus der in Deutschland veröffentlichten Fassung von Vice City gekürzt wurden, sind in der Definitive Edition enthalten. Aus Lizenzgründen wurden zahlreiche Stücke der ursprünglichen Soundtracks entfernt.

### Gameplay
Die Steuerung wurde an die von Grand Theft Auto V (2013) angepasst, was eine angepasste Tastenbelegung und das sogenannte „Waffenrad“ als Auswahlmenü der ausgerüsteten Waffe umfasst. Das Checkpoint-System wurde verbessert, um einen automatischen Neustart zu ermöglichen.

### Technik
Zahlreiche Texturen wurden überarbeitet und lösen höher auf als im Original. Ein neues Beleuchtungssystem sorgt für verbesserten Schattenwurf, Reflexionen und mehr. Der Detailgrad der Vegetation in der Spielwelt wurde erhöht und Wetter- und Wassereffekte verbessert. Die Darstellungsdistanz wurde signifikant erhöht. Die Versionen für PlayStation 5 und Xbox Series ermöglichen eine Auflösung bis zu 4K bei bis zu 60 Bildern pro Sekunde. Unter Windows wird die von Nvidia entwickelte Echtzeit-Upscaling-Technologie DLSS unterstützt. Auf Nintendo Switch unterstützen die Spiele Gyro-Zielsysteme und Touchscreen-Eingaben.

## Rezeption
Bis Februar 2022 verkaufte sich der Titel GTA Trilogy weltweit etwa 10 Millionen Mal, davon in Deutschland bis März 2022 rund 100.000 Einheiten.
Eurogamer bezeichnete die Version als „technisch primitiv“. Es handele sich um die Portierungen für mobile Versionen, die nochmals veröffentlicht wurden. GameStar sprach von einem „Desaster“. Die Charaktermodelle seien teilweise albern. Regeneffekte wirkten wie ein Grafikfehler. Die Blamage sei vergleichbar mit Warcraft III: Reforged. Die Spielerschaft reagierte mit massivem Review Bombing. Mitarbeiter von Rockstar Games wurden in sozialen Netzwerken öffentlich beleidigt. Die Portierung von RenderWare auf die Unreal Engine 4 sei stark fehlerhaft und vermutlich größtenteils automatisiert durchgeführt. Durch Gebäude und Brücken lasse sich hindurchfahren, das Durchfahren von Büschen oder Gras kann zum Autounfall führen. Der Vollpreis sei völlig unberechtigt. Auch nach der Nachbesserung mittels Patches sei die Fassung voller technischer Defizite, die auf der Nintendo Switch am stärksten zur Geltung kommen. Die Veröffentlichung sei eine absolute Frechheit. Der Publisher versuchte im Vorfeld negative Berichterstattung zu vermeiden, indem er Journalisten vorab keine Testversionen zur Verfügung stellte. Die Spiele aus der PlayStation-2-Ära gingen damals an das technisch machbare der Konsolengeneration und enthielten zahlreiche Fehler, die gekonnt überdeckt wurden. In der Neuauflage wurde vieles nur verschlimmbessert, anstatt sie liebevoll zu restaurieren. Die Animationen würde die Originale ins Groteske ziehen. Der fehlende Nebel offenbare die zahlreichen Ecken und Kanten der Spielwelt. Die Städte verlören ihren unverwechselbar verwaschenen Look. Die Portierung sei lieblos hingeschludert. Der Publisher Rockstar trete seine Klassiker mit Füßen.
IGN resümiert nach einem Test der PlayStation-5-Version „GTA Trilogy Definitive Edition ist mangelhaft, enttäuschend und überraschend respektlos gegenüber drei klassischen Spielen und ihren vielen Legionen von Fans“ und vergibt eine Wertung von 5 aus 10 Punkten.